# Corticomis
Corticomis là một chi bướm đêm thuộc họ Anthelidae được Van Eecke mô tả đầu tiên năm 1924.

## Loài
- Corticomis eupterotioides Van Eecke, 1924
- Corticomis marmorea Van Eecke, 1924